# Spaelotis salva
Spaelotis salva là một loài bướm đêm trong họ Noctuidae.